# Macropodus ocellatus
Macropodus ocellatus är en fiskart som beskrevs av Theodore Edward Cantor 1842. Macropodus ocellatus ingår i släktet Macropodus och familjen Osphronemidae. Inga underarter finns listade i Catalogue of Life.